# Hao
Hao – duży atol znajdujący się w centralnej części archipelagu Tuamotu, w Polinezji Francuskiej. Powierzchnia atolu wynosi 46 km², wewnątrz znajduje się jedna z największych lagun w Polinezji Francuskiej o powierzchni 720 km². Główną miejscowością atolu jest Otepa, znajduje się w niej siedziba gminy Hao.

## Transport
Na atolu znajduje się Port lotniczy Hao, obsługujący około 10 tys. pasażerów rocznie.

## Demografia
Liczba ludności zamieszkującej atol Hao:
| 1977 | 1983 | 1988 | 1996 | 2002 | 2007 | 2012 | 2017 |
| ---- | ---- | ---- | ---- | ---- | ---- | ---- | ---- |
| 1286 | 1167 | 1156 | 1412 | 1287 | 1141 | 1066 | 1027 |